# Jalševec Breški
 Jalševec Breški  falu Horvátországban Zágráb megyében. Közigazgatásilag Ivanić-Gradhoz tartozik.

## Fekvése
Zágrábtól 34 km-re délkeletre, községközpontjától  1 km-re délnyugatra, a Lónya folyó jobb partján, az A3-as autópálya mellett fekszik.

## Története
A település még a török előtti időkben keletkezett a zágrábi püspökség birtokán. A varasdi katonai határőrvidékhez tartozott. A 18. század második felében két faluból állt, a Jalsevicza-patak melletti Jalševecből és a Lonja-folyó nyugati partján húzódó Dolancziból, mely ma a település része. Ez a kettősség még a 19. században is fennállt, amikor a házak mindegyike fából épült. 
1857-ben 475, 1910-ben 507 lakosa volt. Trianonig Belovár-Kőrös vármegye Križi járásához tartozott. 
A 20. század során a Dolanec és a Zajčićeva utcával lényegében összeépült községközpontjával és egyre inkább városias jelleget ölt. Ennek köszönhetően lakossága is rohamosan gyarapszik. A településnek 2001-ben 669 lakosa volt. 

## Lakosság
| Lakosság változása | Lakosság változása | Lakosság változása | Lakosság változása | Lakosság változása | Lakosság változása | Lakosság változása | Lakosság változása | Lakosság változása | Lakosság változása | Lakosság változása | Lakosság változása | Lakosság változása | Lakosság változása | Lakosság változása |
| ------------------ | ------------------ | ------------------ | ------------------ | ------------------ | ------------------ | ------------------ | ------------------ | ------------------ | ------------------ | ------------------ | ------------------ | ------------------ | ------------------ | ------------------ |
| 1857               | 1869               | 1880               | 1890               | 1900               | 1910               | 1921               | 1931               | 1948               | 1953               | 1961               | 1971               | 1981               | 1991               | 2001               |
| 475                | 423                | 431                | 464                | 487                | 507                | 447                | 400                | 351                | 331                | 344                | 291                | 274                | 450                | 669                |

## Nevezetességei
Szent Flórián tiszteletére szentelt kápolnáját 1933-ban építették.

## Külső hivatkozások
Ivanić-Grad hivatalos oldala